# إموري مارفن أندروود
إموري مارفن أندروود (بالإنجليزية: Emory Marvin Underwood)‏ هو محامي وقاضي أمريكي، ولد في 11 ديسمبر 1877 في مقاطعة دوغلاس في الولايات المتحدة، وتوفي في 28 أغسطس 1960.